# Taekwondo nos Jogos Olímpicos de Verão da Juventude de 2010 - Até 48 kg masculino
A competição da categoria até 48 kg masculino do taekwondo nos Jogos Olímpicos de Verão da Juventude de 2010 foi realizada em 15 de agosto no Centro Internacional de Convenções, em Singapura. Um total de oito rapazes competiram neste evento, limitado a lutadores com peso corporal inferior a 48 quilogramas. As quartas-de-final foram disputadas a partir das 14:32, as semifinais a partir das 19:02 e a final às 20:09, sempre no horário de Singapura. Foram distribuídas duas medalhas de bronze em todas as competições do taekwondo.

## Medalhistas
| Ouro   | ISR Gili Haimovitz                   |
| Prata  | IRI Mohammad Soleimani               |
| Bronze | USA Gregory English ARG Lucas Guzmán |

## Resultados
Legenda
- PTG — Vitória por diferença de pontos
- SUP — Vitória por superioridade
- OT — Vitória na prorrogação (Ponto de Ouro)
- WDR — Desistiu

|  | Quartas-de-final       | Quartas-de-final    |                        |     | Semifinais | Semifinais |  |  | Final | Final |
|  |                        |                     |                        |     |            |            |  |  |       |       |
|  | 15 de agosto – 14:32   |                     |                        |     |            |            |  |  |       |       |
|  |                        |                     |                        |     |            |            |  |  |       |       |
|  | IRI Mohammad Soleimani | 5                   |                        |     |            |            |  |  |       |       |
|  | IRI Mohammad Soleimani | 5                   | 15 de agosto – 19:02   |     |            |            |  |  |       |       |
|  | UZB Abubakir Rasulov   | 1                   |                        |     |            |            |  |  |       |       |
|  | UZB Abubakir Rasulov   | 1                   | IRI Mohammad Soleimani | 3   |            |            |  |  |       |       |
|  | 15 de agosto – 14:48   |                     | IRI Mohammad Soleimani | 3   |            |            |  |  |       |       |
|  |                        | USA Gregory English | 1                      |     |            |            |  |  |       |       |
|  | GER Semih Gokmen       | USA Gregory English | 1                      | 1   |            |            |  |  |       |       |
|  | GER Semih Gokmen       |                     | 15 de agosto – 20:09   | 1   |            |            |  |  |       |       |
|  | USA Gregory English    | 4                   |                        |     |            |            |  |  |       |       |
|  | USA Gregory English    | 4                   | IRI Mohammad Soleimani | WDR |            |            |  |  |       |       |
|  | 15 de agosto – 15:04   |                     | IRI Mohammad Soleimani | WDR |            |            |  |  |       |       |
|  |                        | ISR Gili Haimovitz  |                        |     |            |            |  |  |       |       |
|  | PHI Kirk Barbosa       | 7                   |                        |     |            |            |  |  |       |       |
|  | PHI Kirk Barbosa       | 7                   | 15 de agosto – 19:18   |     |            |            |  |  |       |       |
|  | ISR Gili Haimovitz     | 8                   |                        |     |            |            |  |  |       |       |
|  | ISR Gili Haimovitz     | 8                   | ISR Gili Haimovitz     | 5   |            |            |  |  |       |       |
|  | 15 de agosto – 15:22   |                     | ISR Gili Haimovitz     | 5   |            |            |  |  |       |       |
|  |                        | ARG Lucas Guzmán    | 4                      |     |            |            |  |  |       |       |
|  | ITA Vittorio Rega      | ARG Lucas Guzmán    | 4                      | 1   |            |            |  |  |       |       |
|  | ITA Vittorio Rega      |                     |                        | 1   |            |            |  |  |       |       |
|  | ARG Lucas Guzmán       | 2                   |                        |     |            |            |  |  |       |       |
|  | ARG Lucas Guzmán       | 2                   |                        |     |            |            |  |  |       |       |